# DesktopBSD
DesktopBSD fue un sistema operativo libre y gratuito, derivado de Unix, y basado en FreeBSD. Su objetivo es combinar la tradicional estabilidad de FreeBSD con la sencillez de uso de KDE, su entorno de escritorio preconfigurado. Existieron versiones para las plataformas Intel (IA32) y AMD64.

## Historia y desarrollo
DesktopBSD fue en esencia una instalación configurada a medida de FreeBSD, y no un fork de este sistema operativo. DesktopBSD se basaba siempre en la última distribución estable de FreeBSD, aunque incorporaba algunos elementos de software añadidos, como KDE, las utilidades DesktopBSD de instalación y archivos de configuración adicionales.
El proyecto DesktopBSD nació un año antes que el proyecto análogo PC-BSD, y su estructura y objetivos son similares. Sin embargo no existe una relación de rivalidad entre ambos proyectos, que son absolutamente independientes y ofrecen características (y se basan en actitudes) muy diferentes: DesktopBSD es más fiel al original FreeBSD, y las herramientas gráficas que proporciona son simples front-ends gráficos para herramientas estándares de FreeBSD. PC-BSD, por el contrario, incorpora herramientas destinadas a sustituir determinados elementos de FreeBSD.
La primera versión candidata de DesktopBSD 1.0 se hizo pública el 25 de julio de 2005. La versión 1.0 final se publicó el 28 de marzo de 2006.

## Características
- Instalador gráfico que incluye la partición de discos duros y creación de usuarios.[3]
- Herramienta gráfica para la gestión, instalación y actualización de software usando el sistema de ports de FreeBSD.
- Herramienta gráfica de administración de interfaces de red y de montaje y desmontaje de dispositivos.
- LiveCD/DVD (a partir de la versión 1.6RC1).

La versión actual está basada en FreeBSD 7.2 y KDE 3.5.10.